# 52 Armia (ZSRR)
52 Armia (ros. 52-я армия) – związek operacyjny Armii Czerwonej z okresu II wojny światowej.

## Historia
W czasie walk na froncie wschodnim 52 Armia wchodziła w skład kilku związków operacyjno-strategicznych Armii Czerwonej, w tym 2 Frontu Ukraińskiego. Następnie, będąc w składzie wojsk 1 Frontu Ukraińskiego uczestniczyła w walkach na ziemiach polskich. Dowodzona była przez gen. płk Konstantina Korotiejewa. Funkcję szefa sztabu pełnił gen. mjr Aleksandr Kołominow. Brała udział w walkach na  przyczółku baranowsko-sandomierskim i z tego przyczółka 12 stycznia 1945 rozpoczęła natarcie w ramach ofensywy zimowej. Następnie kontynuowała natarcie podczas operacji dolnośląskiej.
Uczestnicząc w walkach z wojskami Grupy Armii Środek dotarła w rejon Nysy Łużyckiej. Operację berlińską rozpoczęła 16 kwietnia z rejonu Bielawy. 

## Dowództwo armii
Dowódcy:
- gen. por. Nikołaj Kłykow (sierpień 1941 — styczeń 1942)
- gen. por. Wsiewołod Jakowlew (styczeń 1942 — czerwiec 1943)
- gen. płk Konstantin Korotiejew[5] ( od lipca 1943 do zakończenia wojny)[6]

Członkowie Rady Wojennej: 
- gen. mjr Aleksander Bobrow, gen. mjr Iwan Kabiczkin i gen. mjr Aleksandr Kołominow[7].

## Struktura organizacyjna
Skład 12 stycznia 1945 roku:
- 48 Korpus Armijny
- 73 Korpus Armijny
- 78 Korpus Armijny[2].